# Sebastiano Satta
Sebastiano Satta noto Pipieddu (Nuoro, 21 maggio 1867 – Nuoro, 29 novembre 1914) è stato un poeta, scrittore, avvocato e giornalista italiano.

## Biografia
Il poeta nacque a Nuoro il 21 maggio 1867 dall'avvocato Antonio Satta e da Raimonda Gungui. A soli cinque anni perdette il padre, e la madre dovette quindi provvedere con sacrificio (sola/ e triste come l'aquila selvaggia/che nutre i figli sulla rupe) ad allevare il piccolo Sebastiano e il fratello di lui, Giuseppino, divenuto poi alto funzionario al Ministero della Giustizia.
Nel 1893, mentre era studente nell'ateneo sassarese, fondò con Gastone Chiesi il giornale L'Isola (1893-1894), sui principi del memorandum di Dario Papa, dove firmava i capocronaca Povero Yorick (dal nome del personaggio del Viaggio sentimentale di Laurence Sterne.
Nel 1908 si ammalò, lasciando l'attività forense a causa della paralisi (probabilmente causata dal botulino), che lo aveva privato della possibilità di parlare, tuttavia intellettualmente perfettamente lucido, dedicò il resto della sua vita a scrivere poesie.
Non è un personaggio che ha avuto molta fama a livello italiano ma per la Sardegna ha molta importanza; i nuoresi lo ricordano per la sua capacità di stare vicino alle persone più umili cogliendo problemi, vizi e virtù del popolo barbaricino di quel periodo. Durante il servizio militare a Bologna ebbe modo di avvicinarsi alla poesia di Carducci dalla quale fu molto influenzato.
Satta ha raccontato la vita sarda e quella nuorese con occhi critici; infatti era avvocato, giornalista, cultore della lingua e cultura sarda e autore anche di poesie in sardo, fra le quali resta molto cara ai nuoresi Su battizu (il battesimo in lingua sarda) eseguita in canto dal Coro di Nuoro. Nel comune di Nuoro è presente una piazza monumentale costruita nel 1967 dallo scultore Costantino Nivola intitolata a Sebastiano Satta.
Colpito da paralisi in ancora giovane età, il poeta visse gli ultimi sei anni in dolorosa immobilità, morendo a Nuoro, nel 1914, a soli 47 anni.

## Opere
- Versi ribelli, Sassari, Tipografia e Libreria G. Gallizzi, 1893.
- Nella terra dei nuraghes. Versi, Sassari, Premiato Stab. Tip. G. Dessi, 1893.
- Primo maggio, Sassari, Tipografia e Libreria G. Gallizzi, 1896.
- Ninnananna di Vindice, Cagliari, Casa editrice il Nuraghe, 1900?
- Canti barbaricini, Roma, La vita letteraria, 1910.
- Muttos. Versi, in «Nuova antologia di lettere, scienze ed arti»,  ser. 5, vol. 152, 1911, pp. 441-448.
- Tre Banditi; Derosas, Angius e Delogu, Intervistati da due pubblicisti:Gastone Chiesi e Sebastiano Satta, (Prefazione di Vincenzo Soro), Edizioni della Fondazione il Nuraghe, Cagliari, 1923

### Edizioni postume e moderne
- Canti del salto e della tanca, Cagliari, Il Nuraghe, 1924.
- Canti, Milano, A. Mondadori, 1955.
- I canti e altre poesie, a cura di Francesco Corda, Cagliari, 3T, 1983.
- Canti barbaricini, a cura di Anna Luce Lenzi, Modena, Mucchi, 1993.
- Canti (Canti barbaricini e Canti del salto e della tanca), a cura di Giovanni Pirodda, Nuoro, Ilisso, 1996.
- Canti perduti, a cura di Annico Pau, Sassari, Carlo Delfino, 2017.
- Nuoro [1893], a cura di Giancarlo Porcu, Nuoro, Imago Edizioni, 2017.